# Ильское городское поселение
И́льское городское поселение — муниципальное образование в составе Северского района Краснодарского края России.
В рамках административно-территориального устройства Краснодарского края ему соответствует Ильский поселковый округ (посёлок городского типа (рабочий посёлок) с подчинёнными ему сельскими населёнными пунктами).
Административный центр — посёлок Ильский.

## География
Поселение расположено в западной части района. Оно граничит на севере с Львовским, на востоке с Северским, на юго-востоке с Азовским сельскими поселениями, и на западе с Черноморским городским поселением и Абинским районом Краснодарского края.

## История
Ильское городское поселение было образовано в Северском районе законом Краснодарского края от 1 апреля 2004 года.
Станица Ильская была основана в 1863 году. 14 августа 1947 года преобразована в поселок Ильский. Основной состав первопоселенцев: казаки Азовского войска, казаки Ейского отдела Черноморского войска, украинские крестьяне, казаки Донского войска.
В 1863 году в станице была устроена часовня и назначен священник — Георгий Семеновский. В 1864 году был построен молитвенный дом в честь Николая Чудотворца. В 1873 году вместо молитвенного дома была построена церковь. В 1896 году — расширена.

## Население
| 2010    | 2012    | 2013    | 2014    | 2015    | 2016    | 2017    |
| ------- | ------- | ------- | ------- | ------- | ------- | ------- |
| 24 411  | ↗24 675 | ↗24 868 | ↗25 147 | ↗25 475 | ↗25 578 | ↗25 956 |
| 2018    | 2019    | 2020    | 2021    | 2023    |         |         |
| ↗26 148 | ↗26 636 | ↗27 026 | ↘25 539 | ↘25 429 |         |         |

## Населённые пункты
В состав городского поселения (поселкового округа) входят 2 населённых пункта, в том числе 1 посёлок городского типа и 1 сельский населённый пункт:
| № | Населённый пункт | Тип населённого пункта  | Население |
| - | ---------------- | ----------------------- | --------- |
| 1 | Ильский          | посёлок городского типа | ↗25 125   |
| 2 | Дербентская      | станица                 | ↗626      |

## Археология
Одна из самых древних в Восточной Европе палеолитическая стоянка (600—500 тыс. л. н.) первобытного человека «Ильская-2» — памятник республиканского значения, расположена на левом берегу реки Иль у южной окраины посёлка Ильский.

## Образование
В поселке Ильском есть 4 школы: МБОУ СОШ № 14, МБОУ СОШ № 16, МБОУ СОШ № 17 и МБОУ СОШ № 52. Также работают коррекционная школа-интернат, детская художественная школа и 6 детских садов (№№ 2, 6, 7, 15, 39, 40).